# (1419) Danzig
(1419) Danzig – planetoida z grupy pasa głównego asteroid okrążająca Słońce w ciągu 3 lat i 173 dni w średniej odległości 2,29 au. Została odkryta 5 września 1929 roku w Landessternwarte Heidelberg-Königstuhl w Heidelbergu przez Karla Reinmutha. Nazwa planetoidy pochodzi od niemieckiej nazwy miasta Gdańsk. Przed jej nadaniem planetoida nosiła oznaczenie tymczasowe (1419) 1929 RF.